# رالف بومونت
رالف بومونت (بالإنجليزية: Ralph Beaumont)‏ هو سياسي بريطاني، ولد في 12 فبراير 1901، وتوفي في 18 سبتمبر 1977. حزبياً، نشط في حزب المحافظين. في الانتخابات العامة في المملكة المتحدة 1931 ‏، انتخب عضو برلمان المملكة المتحدة الـ36 عن دائرة Portsmouth Central (UK Parliament constituency) ‏ (27 أكتوبر 1931 – 25 أكتوبر 1935) وفي الانتخابات العامة في المملكة المتحدة 1935 ‏، انتخب عضو برلمان المملكة المتحدة الـ37 عن دائرة Portsmouth Central (UK Parliament constituency) ‏ (14 نوفمبر 1935 – 15 يونيو 1945).